# Curling-Juniorenweltmeisterschaft 2014
Die Curling-Juniorenweltmeisterschaft 2014 wurde vom 26. Februar bis 5. März im Schweizerischen Flims ausgetragen.

## Männer

### Teilnehmer
| Land                | Fourth             | Third             | Second              | Lead                | Alternate         |
| ------------------- | ------------------ | ----------------- | ------------------- | ------------------- | ----------------- |
| Volksrepublik China | Shao Zhilin        | Zhang Tianyu      | Wang Jinbo          | Ling Zhi            | Liang Shuming     |
| Italien             | Amos Mosaner       | Sebastiano Arman  | Daniele Ferrazza    | Roberto Arman       | Marco Onnis       |
| Kanada              | Braden Calvert     | Kyle Kurz         | Lucas van den Bosch | Brendan Wilson      | Matthew Dunstone  |
| Norwegen            | Eirik Mjøen        | Markus Skogvold   | Wilhelm Naess       | Gaute Nepstad       | Martin Sesaker    |
| Österreich          | Sebastian Wunderer | Mathias Genner    | Martin Reichel      | Lukas Kirchmair     | Philipp Nothegger |
| Russland            | Sergei Gluchow     | Artur Ali         | Dmitri Mironow      | Timur Gadschichanow | Alexander Kusmin  |
| Schottland          | Kyle Smith         | Thomas Muirhead   | Kyle Waddell        | Cameron Smith       | Duncan Menzies    |
| Schweden            | Fredrik Nymann     | Simon Granbom     | Johannes Patz       | Victor Martinsson   | Max Bäck          |
| Schweiz             | Reto Keller        | Yannick Schwaller | Patrick Witschonke  | Michael Probst      | Romano Meier      |
| Vereinigte Staaten  | Jake Vukich        | Evan McAuley      | Luc Violette        | Kyle Lorvick        | Alex Fenson       |

### Round Robin
| Datum | Zeit  | Begegnung                                | Resultat |
| ----- | ----- | ---------------------------------------- | -------- |
| 26.2. | 12:00 | Russland – Kanada                        | 8:6      |
|       |       | Schottland – Österreich                  | 9:4      |
|       |       | Vereinigte Staaten – Schweiz             | 2:6      |
|       |       | Italien – Schweden                       | 9:3      |
|       |       | Volksrepublik China – Norwegen           | 4:8      |
| 26.2. | 20:00 | Österreich – Italien                     | 4:12     |
|       |       | Kanada – Schweden                        | 5:6      |
|       |       | Volksrepublik China – Russland           | 3:9      |
|       |       | Norwegen – Schweiz                       | 8:4      |
|       |       | Schottland – Vereinigte Staaten          | 7:2      |
| 27.2. | 14:00 | Schweiz – Schottland                     | 8:6      |
|       |       | Russland – Norwegen                      | 2:4      |
|       |       | Kanada – Italien                         | 8:7      |
|       |       | Vereinigte Staaten – Volksrepublik China | 6:4      |
|       |       | Österreich – Schweden                    | 7:5      |
| 28.2. | 08:00 | Schweden – Volksrepublik China           | 9:2      |
|       |       | Vereinigte Staaten – Italien             | 7:4      |
|       |       | Norwegen – Österreich                    | 7:6      |
|       |       | Schweiz – Russland                       | 8:7      |
|       |       | Kanada – Schottland                      | 5:10     |
|       | 16:00 | Vereinigte Staaten – Österreich          | 5:6      |
|       |       | Volksrepublik China – Kanada             | 4:8      |
|       |       | Russland – Schweden                      | 3:8      |
|       |       | Schottland – Norwegen                    | 6:7      |
|       |       | Italien – Schweiz                        | 8:6      |

| Datum | Zeit  | Begegnung                        | Resultat |
| ----- | ----- | -------------------------------- | -------- |
| 1.3.  | 09:00 | Volksrepublik China – Schweiz    | 4:7      |
|       |       | Österreich – Russland            | 4:9      |
|       |       | Italien – Schottland             | 5:6      |
|       |       | Schweden – Vereinigte Staaten    | 8:7      |
|       |       | Norwegen – Kanada                | 5:6      |
|       | 19:00 | Schottland – Schweden            | 6:9      |
|       |       | Norwegen – Vereinigte Staaten    | 9:8      |
|       |       | Schweiz – Kanada                 | 2:7      |
|       |       | Volksrepublik China – Österreich | 7:8      |
|       |       | Russland – Italien               | 6:8      |
| 2.3.  | 12:00 | Kanada – Vereinigte Staaten      | 8:1      |
|       |       | Italien – Volksrepublik China    | 8:1      |
|       |       | Schweden – Norwegen              | 9:10     |
|       |       | Russland – Schottland            | 3:5      |
|       |       | Schweiz – Österreich             | 10:2     |
|       | 20:00 | Italien – Norwegen               | 4:3      |
|       |       | Schweden – Schweiz               | 6:11     |
|       |       | Schottland – Volksrepublik China | 9:6      |
|       |       | Österreich – Kanada              | 1:9      |
|       |       | Vereinigte Staaten – Russland    | 7:8      |

| Platz | Team                | Spiele | Siege | Ndlg. |
| ----- | ------------------- | ------ | ----- | ----- |
| 1.    | Norwegen            | 9      | 7     | 2     |
| 2.    | Schottland          | 9      | 6     | 3     |
| 3.    | Kanada              | 9      | 6     | 3     |
| 4.    | Schweiz             | 9      | 6     | 3     |
| 5.    | Italien             | 9      | 6     | 3     |
| 6.    | Schweden            | 9      | 5     | 4     |
| 7.    | Russland            | 9      | 4     | 5     |
| 8.    | Österreich          | 9      | 3     | 6     |
| 9.    | Vereinigte Staaten  | 9      | 2     | 7     |
| 10.   | Volksrepublik China | 9      | 0     | 9     |

### Playoffs
|  | Page-Playoffs | Page-Playoffs | Page-Playoffs |         |    | Halbfinale | Halbfinale | Halbfinale |   |  | Finale | Finale     | Finale |
|  |               |               |               |         |    |            |            |            |   |  |        |            |        |
|  | 2             | Schottland    | 8             |         |    |            |            |            |   |  | 2      | Schottland | 5      |
|  | 1             | Norwegen      | 5             |         |    |            |            |            |   |  | 4      | Schweiz    | 6      |
|  | 1             | Norwegen      | 5             |         | 1  | Norwegen   | 2          |            |   |  | 4      | Schweiz    | 6      |
|  |               |               |               |         |    |            | 2          |            |   |  |        |            |        |
|  |               |               | 4             | Schweiz | 10 |            |            |            |   |  |        |            |        |
|  | 3             | Kanada        | 4             | Schweiz | 10 | 5          | 1          | Norwegen   | 7 |  |        |            |        |
|  | 3             | Kanada        |               |         |    |            | 1          | Norwegen   | 7 |  |        |            |        |
|  | 4             | Schweiz       | 6             |         |    |            |            |            |   |  | 3      | Kanada     | 5      |

### Endstand
| Platz | Land                |
| ----- | ------------------- |
| 1     | Schweiz             |
| 2     | Schottland          |
| 3     | Norwegen            |
| 4     | Kanada              |
| 5     | Italien             |
| 6     | Schweden            |
| 7     | Russland            |
| 8     | Österreich          |
| 9     | Vereinigte Staaten  |
| 10    | Volksrepublik China |

## Frauen

### Teilnehmerinnen
| Land               | Fourth            | Third                  | Second            | Lead                   | Alternate              |
| ------------------ | ----------------- | ---------------------- | ----------------- | ---------------------- | ---------------------- |
| Dänemark           | Christine Svensen | Isabella Clemmensen    | Julie Dall Høgh   | Charlotte Clemmensen   | Sara Rasmussen         |
| Italien            | Veronica Zappone  | Elisa Charlotte Patono | Martina Bronsino  | Arianna Losano         | Angela Romei           |
| Kanada             | Kelsey Rocque     | Keely Brown            | Taylor McDonald   | Claire Tully           | Alison Kotylak         |
| Südkorea           | Kim Kyeong-ae     | Kim Seon-yeong         | Kim Ji-hyeon      | Oh Eun-jin             | Koo Young-eun          |
| Russland           | Julija Portunowa  | Alina Kowaljowa        | Uljana Wassiljewa | Anastassija Brysgalowa | Anastassija Moskaljowa |
| Schottland         | Gina Aitken       | Naomi Brown            | Rowena Kerr       | Rachel Hannen          | Mhairi Baird           |
| Schweden           | Isabella Wranå    | Jennie Wåhlin          | Elin Lövstrand    | Fanny Sjöberg          | Almida de Val          |
| Schweiz            | Briar Hürlimann   | Corina Mani            | Rahel Thoma       | Tamara Michel          | Elena Stern            |
| Tschechien         | Iveta Janatova    | Zuzana Hajkova         | Alžběta Baudyšová | Klara Svatonova        | Eliska Srnska          |
| Vereinigte Staaten | Cory Christensen  | Mackenzie Lank         | Anna Bauman       | Anna Hopkins           | Tina Persinger         |

### Round Robin
| Datum | Zeit  | Begegnung                       | Resultat |
| ----- | ----- | ------------------------------- | -------- |
| 26.2. | 08:00 | Schottland – Südkorea           | 7:10     |
|       |       | Kanada – Tschechien             | 7:6      |
|       |       | Italien – Russland              | 5:9      |
|       |       | Schweiz – Vereinigte Staaten    | 7:6      |
|       |       | Dänemark – Schweden             | 5:6      |
|       | 16:00 | Tschechien – Schweiz            | 6:9      |
|       |       | Südkorea – Vereinigte Staaten   | 3:16     |
|       |       | Dänemark – Schottland           | 7:8      |
|       |       | Schweden – Russland             | 4:6      |
|       |       | Kanada – Italien                | 8:6      |
| 27.2. | 09:00 | Russland – Kanada               | 6:4      |
|       |       | Schottland – Schweden           | 3:4      |
|       |       | Südkorea – Schweiz              | 8:7      |
|       |       | Italien – Dänemark              | 8:6      |
|       |       | Tschechien – Vereinigte Staaten | 4:9      |
|       | 19:00 | Vereinigte Staaten – Dänemark   | 8:2      |
|       |       | Italien – Schweiz               | 4:7      |
|       |       | Schweden – Tschechien           | 2:7      |
|       |       | Russland – Schottland           | 7:5      |
|       |       | Südkorea – Kanada               | 8:6      |
| 28.2. | 12:00 | Italien – Tschechien            | 6:4      |
|       |       | Dänemark – Südkorea             | 5:9      |
|       |       | Schottland – Vereinigte Staaten | 7:4      |
|       |       | Kanada – Schweden               | 8:3      |
|       |       | Schweiz – Russland              | 9:8      |

| Datum | Zeit  | Begegnung                     | Resultat |
| ----- | ----- | ----------------------------- | -------- |
| 28.2. | 20:00 | Dänemark – Russland           | 4:10     |
|       |       | Tschechien – Schottland       | 7:6      |
|       |       | Schweiz – Kanada              | 5:8      |
|       |       | Vereinigte Staaten – Italien  | 11:4     |
|       |       | Schweden – Südkorea           | 6:5      |
| 1.3.  | 14:00 | Kanada – Vereinigte Staaten   | 8:4      |
|       |       | Schweden – Italien            | 8:1      |
|       |       | Russland – Südkorea           | 5:7      |
|       |       | Dänemark – Tschechien         | 7:8      |
|       |       | Schottland – Schweiz          | 3:4      |
| 2.3.  | 08:00 | Südkorea – Italien            | 7:5      |
|       |       | Schweiz – Dänemark            | 10:8     |
|       |       | Vereinigte Staaten – Schweden | 3:9      |
|       |       | Schottland – Kanada           | 6:7      |
|       |       | Russland – Tschechien         | 7:2      |
|       | 16:00 | Schweiz – Schweden            | 6:7      |
|       |       | Vereinigte Staaten – Russland | 8:7      |
|       |       | Kanada – Dänemark             | 12:5     |
|       |       | Tschechien – Südkorea         | 6:8      |
|       |       | Italien – Schottland          | 7:8      |

| Platz | Team               | Spiele | Siege | Ndlg. |
| ----- | ------------------ | ------ | ----- | ----- |
| 1.    | Südkorea           | 9      | 7     | 2     |
| 2.    | Kanada             | 9      | 7     | 2     |
| 3.    | Russland           | 9      | 6     | 3     |
| 4.    | Schweden           | 9      | 6     | 3     |
| 5.    | Schweiz            | 9      | 6     | 3     |
| 6.    | Vereinigte Staaten | 9      | 5     | 4     |
| 7.    | Tschechien         | 9      | 3     | 6     |
| 8.    | Schottland         | 9      | 3     | 6     |
| 9.    | Italien            | 9      | 2     | 7     |
| 10.   | Dänemark           | 9      | 0     | 9     |

### Playoffs
|  | Page-Playoffs | Page-Playoffs | Page-Playoffs |          |   | Halbfinale | Halbfinale | Halbfinale |   |  | Finale | Finale   | Finale |
|  |               |               |               |          |   |            |            |            |   |  |        |          |        |
|  | 1             | Südkorea      | 6             |          |   |            |            |            |   |  | 2      | Kanada   | 6      |
|  | 2             | Kanada        | 7             |          |   |            |            |            |   |  | 1      | Südkorea | 4      |
|  | 2             | Kanada        | 7             |          | 4 | Schweden   | 4          |            |   |  | 1      | Südkorea | 4      |
|  |               |               |               |          |   |            | 4          |            |   |  |        |          |        |
|  |               |               | 1             | Südkorea | 7 |            |            |            |   |  |        |          |        |
|  | 3             | Russland      | 1             | Südkorea | 7 | 4          | 4          | Schweden   | 4 |  |        |          |        |
|  | 3             | Russland      |               |          |   |            | 4          | Schweden   | 4 |  |        |          |        |
|  | 4             | Schweden      | 5             |          |   |            |            |            |   |  | 3      | Russland | 11     |

### Endstand
| Platz | Land               |
| ----- | ------------------ |
| 1     | Kanada             |
| 2     | Südkorea           |
| 3     | Russland           |
| 4     | Schweden           |
| 5     | Schweiz            |
| 6     | Vereinigte Staaten |
| 7     | Tschechien         |
| 8     | Schottland         |
| 9     | Italien            |
| 10    | Dänemark           |